# Gerard Malcher
Gerard Malcher (ur. 19 sierpnia 1919 w Bziu Górnym, zm. ? kwietnia 1942 w Katowicach) – żołnierz ZWZ/AK.
Po ukończeniu szkoły powszechnej przeniósł się z rodzicami do Jastrzębia-Zdroju i zaczął uczęszczać do rybnickiego gimnazjum, kończąc je w 1938 roku. Harcerz IV Drużyny Harcerzy im. Henryka Sienkiewicza w Rybniku. Wojna zastała go we Lwowie, gdzie studiował na Politechnice Lwowskiej. Z konieczności przerwał studia, lecz nie wrócił od razu do domu rodzinnego, gdyż uczulony na ludzką biedę, zaangażował się we Lwowie w działalność charytatywną. Stał się osobą niewygodną dla niechętnych mu miejscowych władz miejskich, zmuszony był opuścić Lwów i chciał dostać się na Węgry.
Gdy zamiar ten okazał się niemożliwy do zrealizowania, powrócił na Śląsk do Jastrzębia. Znowu zaangażował się w pomoc biednym rodzinom – zbierając datki pieniężne na ten cel u bogatszych przedstawicieli rodzinnej miejscowości. Zaopiekował się biblioteką szkoły powszechnej w Jastrzębiu Dolnym oraz prywatną biblioteką domu wypoczynkowego Spółki Brackiej w Jastrzębiu-Zdroju, którym groziło całkowite zniszczenie. Zaangażował się w działalność ruchu oporu. Wstąpił do ZWZ/AK, był inicjatorem uruchomienia druku gazetki konspiracyjnej „ZEW”. Osobiście uczestniczył w redagowaniu i wydawaniu tej gazetki, która była czytana nie tylko na terenie Rybnika, ale i w opolskiem.
W wyniku zdrady został aresztowany 31 marca 1942. Wpierw był więziony w budynku gestapo w Rybniku, a po kilku dniach przetransportowany do siedziby gestapo w Katowicach. Świadomy, że mógłby w trakcie przesłuchania nie wytrzymać wymyślnych tortur, a tym samym zdradzić konspiracyjne tajemnice i przyczynić się do aresztowania wielu osób, wyrwał się podczas przesłuchiwania z rąk oprawców i wyskoczył z trzeciego piętra, ponosząc śmierć na miejscu.
Jego imieniem nazwano wiele ulic w Polsce, między innymi ulicę na osiedlu Zofiówka w Jastrzębiu-Zdroju.